# Веслування на байдарках і каное на літніх Олімпійських іграх 1972
Змагання з веслування на байдарках і каное в програмі літніх Олімпійських ігор 1972 включають в себе два види дисциплін: слалом та спринтерські гонки. Слаломні змагання вперше були представлені на Олімпійських іграх.

## Медальний залік
| Місце               | Країна              | Золото | Срібло | Бронза | Загалом |
| ------------------- | ------------------- | ------ | ------ | ------ | ------- |
| 1                   | СРСР (URS)          | 6      | 0      | 0      | 6       |
| 2                   | НДР (GDR)           | 4      | 1      | 1      | 6       |
| 3                   | Румунія (ROU)       | 1      | 2      | 1      | 4       |
| 4                   | ФРН (FRG)           | 0      | 3      | 2      | 5       |
| 5                   | Угорщина (HUN)      | 0      | 2      | 2      | 4       |
| 6                   | Австрія (AUT)       | 0      | 1      | 0      | 1       |
| 6                   | Нідерланди (NED)    | 0      | 1      | 0      | 1       |
| 6                   | Швеція (SWE)        | 0      | 1      | 0      | 1       |
| 9                   | Болгарія (BUL)      | 0      | 0      | 1      | 1       |
| 9                   | Норвегія (NOR)      | 0      | 0      | 1      | 1       |
| 9                   | Польща (POL)        | 0      | 0      | 1      | 1       |
| 9                   | США (USA)           | 0      | 0      | 1      | 1       |
| 9                   | Франція (FRA)       | 0      | 0      | 1      | 1       |
| Загалом (13 збірні) | Загалом (13 збірні) | 11     | 11     | 11     | 33      |

## Результати

### Слалом
| Дисципліна                  | Золото                                      | Срібло                                      | Бронза                                   |
| --------------------------- | ------------------------------------------- | ------------------------------------------- | ---------------------------------------- |
| Каное-одиночки, чоловіки    | Райнгард Ейбен (GDR)                        | Райнгольд Каудер (FRG)                      | Джеймі Маківен (USA)                     |
| Каное-двійки, чоловіки      | НДР (GDR) Вальтер Гофманн Рольф-Дітер Аменд | ФРН (FRG) Ганс-Отто Шумахер Вільгельм Бауес | Франція (FRA) Жан-Луї Олрі Жан-Клод Олрі |
| Байдарки-одиночки, чоловіки | Зіґберт Горн (GDR)                          | Норберт Саттлер (AUT)                       | Гаральд Гімпел (GDR)                     |
| Байдарки-одиночки, жінки    | Анжеліка Баман (GDR)                        | Гізела Гротхаус (FRG)                       | Магдалена Вундерліх (FRG)                |

### Спринтерські гонки

#### Чоловіки
| Дисципліна                | Золото                                                                  | Срібло                                                                   | Бронза                                                             |
| ------------------------- | ----------------------------------------------------------------------- | ------------------------------------------------------------------------ | ------------------------------------------------------------------ |
| Каное-одиночки, 1000 м    | Іван Пацайкін (ROU)                                                     | Тамаш Віхман (HUN)                                                       | Детлеф Леве (FRG)                                                  |
| Каное-двійки, 1000 м      | СРСР (URS) Владас Чесюнас Юрій Лобанов                                  | Румунія (ROU) Іван Пацайкін Сергій Ковальов                              | Болгарія (BUL) Федія Даміанов Іван Бурчин                          |
| Байдарки-одиночки, 1000 м | Олександр Шапаренко (URS)                                               | Рольф Петерсон (SWE)                                                     | Геза Чапо (HUN)                                                    |
| Байдарки-двійки, 1000 м   | СРСР (URS) Микола Горбачов Віктор Кратасюк                              | Угорщина (HUN) Йожеф Деме Янош Раткай                                    | Польща (POL) Владислав Шушкевич Рафал Піщ                          |
| Байдарки-четвірки, 1000 м | СРСР (URS) Юрій Філатов Юрій Стеценко Володимир Морозов Валерій Діденко | Румунія (ROU) Аурел Вернеску Міхай Зафіу Роман Вартоломеу Атанасе Шотнік | Норвегія (NOR) Егіль Себі Стейнар Амундсен Торе Бергер Ян Йогансен |

#### Жінки
| Дисципліна               | Золото                                      | Срібло                                 | Бронза                                         |
| ------------------------ | ------------------------------------------- | -------------------------------------- | ---------------------------------------------- |
| Байдарки-одиночки, 500 м | Юлія Рябчинська (URS)                       | Міке Япіс (NED)                        | Анна Пфеффе (HUN)                              |
| Байдарки-двійки, 500 м   | СРСР (URS) Людмила Пінаєва Катерина Куришко | НДР (GDR) Ільзе Кашубе Петра Грабовскі | Румунія (ROU) Марія Нічифорова Віоріка Думітру |